# Classe River

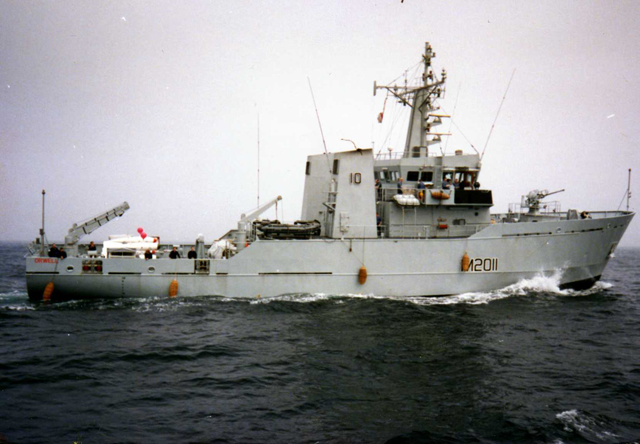
HMS Orwell (M2011)

A Classe River é uma classe de navios varredores de minas da Royal Navy. 
Construídos na década de 1980, foram concebidos para atuar em águas profundas dentro do cenário da Guerra Fria. Com a mudança da estratégia britânica, foram desincorporados com pouco tempo de serviço e vendidos a diferentes marinhas. 
Uma unidade foi incorporada pela Marinha da Guiana, e quatro outras pela Marinha de Bangladesh.
Sete unidades foram adquiridas pela Marinha do Brasil em 1998.
No Brasil, foram convertidos pelo Arsenal de Marinha do Rio de Janeiro, com serviços realizados por estaleiros particulares, e divididos em duas classes com funções e sistemas diversos.

## Características
- Deslocamento (toneladas): aproximadamente 800 (plena carga)
- Autonomia: 21 dias
- Tripulação: aproximadamente 33 homens
- Dimensões (metros): 47,5 x 10,5 x 2,9 metros
- Propulsão: 2 motores diesel Ruston tipo 6 RKCM
- Raio de ação: 4.500 milhas náuticas à 10 nós
- Velocidade (nós): 14
- Construtores: Estaleiros Richards em Lowestoft e Great Yarmouth, Grã-Bretanha

## Navios-PatrulhaClasse Bracuí
- P-60 - Bracuí, (ex-HMS Itchen - M2009)
- P-61 - Benevente, (ex-HMS Blackwater - M2008)
- P-62 - Bocaina, (ex-HMS Spey - M2013)
- P-63 - Babitonga, (ex-HMS Arun - M2014)

Armamento: 1 canhão Bofors Mk 3 de 40 mm e duas metralhadoras

## Navios-HidroceanográficosClasse Amorim do Valle
Exerceram inicialmente a função de navios balizadores, realizando sinalização náutica. Depois, foram transferidos e reclassificados como navios-hidroceanográficos.
Estes navios serviram de plataforma para a instalação de modernos sistemas hidroceanográficos. Para uma descrição, consulte o navio específico.
- H-35 - NHo Amorim do Valle (H-35) (ex-HMS Humber - M 2007)
- H-36 - NHo Taurus (H-36) (ex-Navio Balizador Jorge Leite; ex-HMS Ribble - M 2012)
- H-37 - NHo Garnier Sampaio (H-37) (ex-HMS Helmsdale - M 2010)